# Алексеевская улица (Киев)
Алексеевская улица (укр. Олексіївська вулиця) — улица в Соломенском районе города Киева, местность Александровская слободка. Пролегает от Соломенской до Кишинёвской улицы.
Приобщаются переулок Максима Кривоноса, Преображенская улица, проезд до Озёрной улицы, улицы Ульяны Громовой, Корсунь-Шевченковская, Можайская и проспект Валерия Лобановского.

## История
Улица возникла в начале XX века (не позднее 1912 года) под современным названием.
Название Алексеевская в разное время имели современные улицы Терещенковская, Бориспольская, Молодогвардейская, Степана Голованёва.

## Жилые дома
| № дома | серия                 | количество этажей | дата постройки |
| ------ | --------------------- | ----------------- | -------------- |
| 2      | хрущовка              | 5                 | 1961           |
| 3      | хрущовка              | 5                 | 1962           |
| 3а     | 481-я серяя           | 9                 | 1977           |
| 4      | хрущовка              | 5                 | 1961           |
| 5      | хрущовка              | 5                 | 1961           |
| 6      | хрущовка              | 5                 | 1964           |
| 9      | Детский садик         | 2                 | 1985           |
| 10     |                       | 4                 | 1960           |
| 11     |                       | 9                 | 1985           |
| 14     | индивидуальный проект | 5                 | 1963           |
| 20     | индивидуальный проект | 2                 | 2000-е         |
| 22     | индивидуальный проект | 2                 | 2000-е         |
| 22 а   | индивидуальный проект | 1                 | 1950-е         |
| 22 б   | индивидуальный проект | 1                 | 1950-е         |
| 22 в   | индивидуальный проект | 1                 | 1950-е         |
| 24     | индивидуальный проект | 1                 | 1950-е         |
| 26     | индивидуальный проект | 1                 | 1950-е         |
| 28     | индивидуальный проект | 1                 | 1950-е         |
| 29     | индивидуальный проект | 1                 | 1950-е         |
| 35     | индивидуальный проект | 1                 | 1950-е         |
| 37     | индивидуальный проект | 1                 | 1950-е         |